# 최주만
최주만(崔周萬, 1958년 3월 20일 ~ )은 대한민국의 전직 전라북도 전주시의원이다.

## 학력
- 남초등학교 졸업
- 전주서중학교 졸업
- 완산고등학교 졸업
- 원광보건대 전문 학사 졸업
- 전주대학교 법정대학 경찰행정학과 학사 졸업

### 비학위 수료
- 전북대학교 법무대학원 법학과 (지방자치법학 전공) 석사 과정 수료

## 경력
- 전라북도 수영연맹 부회장
- 전라북도 전주 남초등학교 운영위원장
- 전라북도 전주 성락상가 협동조합 조합장
- 대한적십자 전주지구협의회 솔입봉사회 부회장
- 전주시 지체장애인협회 자문위원
- 법무부장관 위촉 전주소년원 지도위원회 부회장
- 전주시 장애인 복지문제 연구소 감사
- 전일라이온스 청소년 분과위원장
- 새천년민주당 전라북도 전주 완산구 지구당위원회 윤리위원장
- 새천년민주당 전라북도 전주 완산구 지구당위원회 부위원장
- 새천년민주당 전라북도 지구당위원회 발전위원장
- (유)아태건설 대표이사
- 호남성 대표
- 2002.07 ~ 2006.06 제7대 전라북도 전주시의회 의원
- 2002.07 ~ 2004.06 제7대 전라북도 전주시의회 전반기 운영위원회 위원
- 2002.07 ~ 2004.06 제7대 전라북도 전주시의회 전반기 행정위원회 위원
- 2004.07 ~ 2006.06 제7대 전라북도 전주시의회 후반기 도시건설위원회 부위원장
- 2006.07 ~ 2010.06 제8대 전라북도 전주시의회 의원
- 2006.07 ~ 2008.06 제8대 전라북도 전주시의회 전반기 문화경제위원회 위원장
- 2008.07 ~ 2010.06 제8대 전라북도 전주시의회 후반기 문화경제위원회 위원
- 2016 전라북도의회 후보

## 역대 선거 결과
| 선거명          | 직책명                               | 대수            | 정당         | 득표율 | 득표수   | 결과 | 당락                     |
| --------------- | ------------------------------------ | --------------- | ------------ | ------ | -------- | ---- | ------------------------ |
| 제3회 지방 선거 | 전라북도 전주시의원(서서학동 선거구) | 7대 (민선 3기)  | 무소속       | 53.35% | 2,547표  | 1위  | 전라북도 전주시의원 당선 |
| 제4회 지방 선거 | 전라북도 전주시의원(전주시 다선거구) | 8대 (민선 4기)  | 민주당       | 26.56% | 3,853표  | 2위  | 전라북도 전주시의원 당선 |
| 4·13 재보궐선거 | 전라북도의원(전주시 제2선거구)       | 10대 (민선 6기) | 더불어민주당 | 46.67% | 17,910표 | 2위  | 낙선                     |
| 제7회 지방 선거 | 전라북도 전주시의원(전주시 나선거구) | 11대 (민선 7기) | 더불어민주당 | 12.44% | 4,781표  | 5위  | 낙선                     |